# 10285 Ренемішельсен
10285 Ренемішельсен (10285 Renémichelsen) — астероїд головного поясу, відкритий 17 серпня 1982 року.
Тіссеранів параметр щодо Юпітера — 3,533.